# Dolichopeza (Nesopeza) tuberculifera
Dolichopeza (Nesopeza) tuberculifera is een tweevleugelige uit de familie langpootmuggen (Tipulidae). De soort komt voor in het Oriëntaals gebied.